# 湖北遠環蚓
湖北遠環蚓（学名：Amynthas hupeiensis）为巨蚓科遠環蚓屬下的一个种。